# 7 Sins
7 Sins – symulacyjna gra komputerowa, w której głównym zadaniem jest wspiąć się na szczyt drabiny społecznej i podejmować decyzje bazowane na siedmiu grzechach głównych. Świat gry umieszczony jest w fikcyjnym mieście Apple City. Podczas gry podejmowane decyzje powodują nawiązywanie znajomości, dzięki którym gracz otrzymuje kolejne zadania.
Gra często nawiązuje do siedmiu grzechów głównych, jednak w grze niektóre nazywają się inaczej (np. nieczystość to w 7 Sins Pożądanie).
Można popełnić maksymalnie 7 grzechów, po czym trzeba zrobić jakiś dobry uczynek (np. pozmywać naczynia), który kasuje 4 grzechy, ale powoduje napełnienie paska jednej z trzech emocji (np. zmywanie powoduje irytację i zwiększa pasek gniewu).
Gdy którakolwiek z trzech emocji osiągnie maksimum, bohater wariuje i ucieka z lokacji.